# 가격 신호
가격 신호(Price signal)는 시장경제에서의 경제적 정보의 일종으로, 소비자와 생산자에게 주어지는 재화나 서비스의 가격이 변동되었을 때, 소비자의 수요를 증가시키거나 하락시키고, 생산자의 공급을 증가시키거나 하락시키도록 하게 만드는 신호이다.

## 오스트리아 학파에서의 가격 신호
오스트리아 학파의 경제학자 중 한 명인 프리드리히 하이에크는 정부의 인위적인 저금리 정책과 인플레이션을 통한 화폐발행으로 인한 통화팽창과 소비유도가 각 시장경제에서의 생산자와 소비자들에게 잘못된 가격 신호를 보내고, 따라서 과오 투자를 만들며 이 때문에 이를 청산하기 위해 불황과 공황과 경제 침체가 온다고 주장하였다.

## 같이 보기
- 가변적 가격 책정
- 투기
- 수요와 공급